# Варди, Яир
Яир Варди (ивр. יאיר ורדי‎; 29 мая 1948, Кфар-Блюм, Северный округ — 25 мая 2025) — израильский танцор и хореограф, представитель второго поколения танцевального ансамбля «Бат-Шева». Он был директором Центра танца и театра имени Сюзанны Деллал.

## Биография
Варди родился в мае 1948 года в кибуце Кфар-Блюм в Верхней Галилее. В 1977 году он был удостоен премии Кинор Давид. Он танцевал в балете Рамбер в Лондоне, а позже основал собственную компанию English Dance Theatre, а также танцевальный центр Dancity в Ньюкасле, Англия. После 12 лет отсутствия в Израиле он вернулся, чтобы стать директором Центра Сюзанны Деллал с момента его основания.
Варди умер 25 мая 2025 года от рака в возрасте 76 лет.

## Награды
Варди был удостоен многочисленных наград, среди которых:
- Премия Кинор Давид[англ.] (1977)
- Почётная грамота муниципалитета Тель-Авива за заслуги в области искусства (2002)[3]
- Почётный щит за исключительный вклад в экспорт израильской культуры от Министерства иностранных дел (2009)[3]
- Кавалер Ордена искусств и литературы от правительства Франции (2009)[3]
- Премия ЭМЕТ в области науки, искусства и культуры, спонсируемая премьер-министром Израиля (2010)[3]